# Європейська агенція з реконструкції
Європейське агенція з реконструкції використовуються для управління ЄС в основному програми допомоги в Сербії, Косово (згідно з резолюцією РБ ООН 1244/99), Чорногорією та Республікою Македонії. Агентство зі штаб-квартирою в Салоніках, Греція, з оперативними центрами в Приштині (Косово), Белград (Сербія), Подгориця (Чорногорія) і Скоп'є (Республіка Македонія). У грудні 2008 року, Європейське агентство з реконструкції офіційно закрило свої двері, скільки його мандат дійшов кінця. Починаючи з моменту його створення, після Косовської війни агентство передає на оброблення портфель майже в три мільярди євро. Європейське агентство з реконструкції було створене 2000 року й закрите 2008-го. Виконавчим дректором його був Адріано Мартінс.